# تولین ۱۲۳۷۹
سیارک ۱۲۳۷۹ (به انگلیسی: 12379 Thulin، نامگذاری:1994PQ11) دوازده هزار و سیصد و هفتاد و نهمین سیارک کشف شده‌است که در ۱۰ اوت ۱۹۹۴ کشف شد.
قدر مطلق سیارک برابر ۲۳.۴ است.